# جوردن بيير-تشارلز
جوردن بيير-تشارلز (بالفرنسية: Jordan Pierre-Charles)‏ هو لاعب كرة قدم فرنسي في مركز الدفاع، ولد في 26 نوفمبر 1993 في لوفالوا-بيري في فرنسا. لعب مع نادي فالينسيان.

## وصلات خارجية
- جوردن بيير-تشارلز على موقع رابطة كرة القدم الفرنسية للمحترفين (الإنجليزية)
- جوردن بيير-تشارلز على موقع قاعدة بيانات كرة القدم.إي يو (الإنجليزية)
- جوردن بيير-تشارلز على موقع ناشيونال فوتبول تيمز (الإنجليزية)
- جوردن بيير-تشارلز على موقع Soccerway.com (الإنجليزية)

1. ↑  Sporting Club Lyon was called AS Lyon-Duchère until June 2020.